# Emilio Martín Villa
Emilio Martín Villa (León, 20 de julio de 1927 - Madrid, 14 de marzo de 1998) era un abogado y político español. 

## Trayectoria
Tras licenciarse en Derecho en la Universidad de Oviedo y doctorarse en la Universidad de Madrid, ejercerá como abogado hasta que como miembro de Unión de Centro Democrático (UCD), es elegido diputado en el Congreso en las elecciones de 1977 y senador en el Senado en las elecciones de 1979 por la circunscripción de León.
Fue profesor titular de Derecho Político en la Academia San Raimundo de Peñafort (1955-1969), siendo director los años 1956-1957. Estaba colegiado como abogado en La Coruña, León, Madrid y México. Formó parte del Sindicato Español Universitario (SEU). Letrado y consejero de algunos grupos de empresas. Consejero general de la Abogacía Española. Secretario de la Junta de Gobierno de la Mutualidad de la Abogacía. Académico de la Academia de Jurisprudencia Gallega. Poseía la Cruz de la Orden de San Raimundo de Peñafort.
- Datos: Q6429294